# Cesar Sudžin
Cesar Sudžin (崇神天皇 "Sudžin-tenno"), znan tudi kot Mimakiiribikoinie no Sumeramikoto (御間城入彦五十瓊殖天皇) ali Hacukuniširasu Sumeramikoto (御肇國天皇), je bil deseti japonski cesar. Vladavini legendarnega cesarja navadno pripisujejo letnici vladavine od 97–30 pr. n. št., lahko pa da je živel prvem, tretjem ali četrtem stoletju.
Mesta Sudžinovega groba niso našli in morda sploh ne obstaja, zato so mu dodelili cesarsko posvečeni kofun Andonjama v Tenriju, prefektura Nara z imenom Jamanobe no miči no Magari no oka no e no misasagi.
Sudžin je dal zgraditi svetišče v Iseju ali z njim povezani Sajku za hranjenje svete podobe Amaterasu. Je tudi iniciator čaščenja Omononušija (božanstva gore Miva). Liniji Izumo je zasegel svete artefakte. Verjetno je dal izvesti prvi popis prebivalstva in prvi ustanovil ter reguliral sistem obdavčenja. 

## Legenda
Sodobni strokovnjaki so postavili pod vprašaj obstoj vsaj prvih devetih cesarjev; Sudžin je prvi, za katerega sklepajo, da je dejansko obstajal v tretjem ali četrtem stoletju. Ime Sujzej-tenno mu je bilo dodeljeno posmrtno v času cesarja Kanmuja. Zgodovinarji ga obravnavajo kot "legendarno osebnost", saj so podatki o njegovem življenju redki in pogosto nezanesljivi. Šele vladavini cesarja Kinmeja v 6. stoletju lahko pripišemo preverljive datume, imena in časi vladanja zgodnjih cesarjev so bili potrjeni kot tradicionalni v času cesarja Kanmuja, 50. vladarja dinastije Jamato.

## Kronike Kiki
Glede na psevdozgodovinski kroniki Kodžiki in Nihon Šoki (skupaj znanima kot Kiki), je bil Sudžin drugi sin cesarja Kajka in Ikagašikome no Mikoto, mačehe njegovega očeta.
Ustoličili so ga v letu 97 pr. n. št. V tretjem letu svoje vladavine je prestolnico premaknil v Šiki (磯城) blizu Kanaje (金屋), Sakuraj, Nara ter ga preimenoval v Mizugaki-no-mija (瑞籬宮, »palača Mizu-gaki«"). Kodžiki beleži legendarno imenovanje 137 guvernerjev za province, ki jim je vladal Sudžin.

### Posvetitev Omononušija (Miva Mjodžin)
V petem letu njegove vladavine je razsajala kuga ter pobila polovico ljudi. V šestem letu so kot posledica kuge že grozili upori kmetov in zapuščanje polj.
Do tega časa so tako sončno božanstvo Amaterasu kot tudi Jamato-okunitama častili v cesarski rezidenci. Cesar ju je iz strahospoštovanja ločil; Amaterasu je preselil v vas Kasanuj (笠縫邑) v provinco Jamato (Nara) in ji zgradil svetišče kot oltar Himorogi (kraj, kjer se božanstva spuščajo na zemljo) iz masivnega kamna. Lastno hčerko, princeso Tojo-suki-iri-bime (豊鍬入姫命) je zadolžil za skrb za svetišče. Drugi bog je bil zaupan hčerki Nunaki-iri-bime (渟名城入媛命), a so ji začeli izpadati lasje in se tanjšati, zato ni mogla izvajati dolžnosti.
V sedmem letu je cesar odredil izvedbo posvetitve, zato se je odpravil na planjavo Kami-asadži, tudi Kamu-asadži-ga-hara (神浅茅原), kjer je prebudil osemdeset mirijad. Hči 7. cesarja Koreja Jamato-to-to-hi-momoso-hime je prevzela vlogo sibile (v antičnih časih ženska z zmožnostmi videnja v prihodnost ali divinacije), da jo je lahko naselil bog, ki se je predstavil z imenom Omononuši. Obljubil je mir v deželi, če ga bodo častili. Cesar je prikimal, a se stvari še niso kmalu uredile. V sanjah je dobil vodilo, naj poišče nekega Otatanekoja (太田田根子) in ga imenuje za vrhovnega svečenika. Kuga se je končno umirila in vseh pet žitaric je bogato zorelo. Septa Miva iz klana Kamo je trdila svoje linijsko nasledstvo iz Otataneka.
Cesar je imenoval Ikagašikooja, prednika klana Mononobe in starejšega brata cesarice, za kami-no-mono-akacu-hito (神班物者 »tisti, ki razvršča daritve bogovom«). Druge bogove so častili po vodilih vedeževanj. Osem rdečih ščitov in sulic so podarili svetišči Sumisaka (墨坂) na vzhodu ter osem črnih ščitov in sulic svetišču Osaka (大坂) na zahodu.

### Namestitev štirih generalov in vstaje
V svojem destem letu vladavine je Sudžin imenoval generale štirih poglavitnih kvartalov svoje cesarske domene (Šido šogun) za zatiranje vseh, ki se niso podredili njegovi oblasti.
General Ohiko (大彦命), ki ga je poslal na sever, se je povzpel po klancu Vani, ko se mu je približala mladenka in mu zapela zagonetno pesem, potem pa izginila. Cesarjeva teta Jmato-to-to-hi-momoso-hime je bila vešča jasnovidka in videnje razložila kot opozorilo na vstajo princa Take-hani-jasu-hika (princ cesarju Kogenu). Sestavila ga je skupaj z novico, da je prišla prinčeva žena Ata-bime h gori Amanokaguja in vzela kepo zemlje v svojo ovratno ruto. Ko je cesar sklical generale je par že zbral vojsko na zahodu in začenjal napad na prestolnico. Cesar je poslal vojsko pod generalom Isaseri-hiko no Mikotom. Uporniško vojsko je zatrl, tudi Ata-bime je bila ubita. Hiko-kuni-fuku (彦国葺命) je odšel v provinco Jamaširo, da bi kaznoval uporniškega princa. V izmenjavi puščic je princ prejel strel v prsi ter umrl.

### Popis prebivalstva in sistem obdavčenja
V 12. letu vladavine je cesar odredil popis prebivalstva (tudi starost prebivalstva in stopnjo prisilnega dela). Davke, ki so bili uvedeni v obliki obveznega dela, so imenovali jahazu no micugi (弭調 »davek s konca loka«) za moške in tanasue no micugi (手末調 »davek s konca prsta«) za ženske. Mir in blaginja sta vztrajala. Cesar je pridobil naziv Hacu kuni širasu sumeramikoto (御肇国天皇 »Cesar-ustanovitelj države«)
V 48. letu (50 pr. n. št.) je Sudžin povabil dva sinova in jima rekel, da ju oba ljubi enako in da ne zmore izbrati naslednika. Prosil ju je, da mu izpoveta sanje, ki sta jih videla. Starejši sin Tojoki (豊城命) je sanjal o vzponu na goro Mimoro (gora Miva), kjer je, obrnjen proti vzhodu, osemkrat zalučal kopje in osemkrat zamahnil z mečem pod nebo. Mlajši princ Ikume (活目命) je tudi sanjal o vzponu na goro Mimoro, kjer je razpel vrvi v štiri smeri in lovil vrabce, ki so jedli proso. Kot se je spodobilo, je imenoval mlajšega od sinov za kronskega princa, starejšega pa je poslal vladati na vzhod. Tojoki je postal prednik klanov Kamicuke in Šimocuke.

### Božanski zakladi
V 60. letu vladavine (38 pr. n. št.) je Sudžin obvestil ministre, da si želi ogledati božanske zaklade, ki jih je iz nebes prinesel Takehinateru. Spravljeni so bili v Svetišču v Iseju in Izumo Furune (出雲振根) je bil njihov zaščitnik. Ker pa ga je posel zadržal v provinci Cukuši, je njegov mlajši brat Izumo Iiirine (出雲飯入根) ugodil cesarskemu ediktu in poslala dva mlajša brata, da poneseta zaklade k cesarju. Ko se je Furune vrnil, ga je popadla jeza nad bratovimi dejanji. Povabil ga je v bazen Jamuja in izmenjal svoj lesen meč z bratovim pravim ter ga pobil. Na dvor so prispele novice o tragediji in cesar je odposlal Takenunakavavakeju (generala na vzhodu) ter Kibicuhika (generala na zahodu), da ubijeta Uzuma Furuneja.

### Umetni ribniki
Tako Kodžiki kot Nihon šoki navajata, da je Sudžin spodbujal gradnjo umetnih ribnikov in kanalov. V oktobru 62. leta vladavine je zgradil ribnik Josami (依網池), ki naj bi bil v bližini svetišča Ojosami v Sumijošiju, prefekura Osaka ali nekoliko na jugu v Sakaju, prefektura Osaka, območje Ikeuči. Zaslužen je tudi za ribnik Sakaori (酒折池) v Karu v Kašihari, prefektura Nara.

## Družice in otroci
Cesarica: Mimakihime (御間城姫), hčerka Oohiko (大彦命)
- Princ Ikume'irihikoisači (活目入彦五十狭茅尊), cesar Sujnin
- Princ Hikoisači (彦五十狭茅命)
- Princesa Kunikatahime (国方姫命)
- Princesa Čičicukujamatohime (千千衝倭姫命)
- Princ Jamatohiko (倭彦命)
- Princesa Ikahime (伊賀比売命)

Toocuayumemaguvašihime (遠津年魚眼眼妙媛), hči Kii-no-Arakahatobe (荒河戸畔)
- Princ Tojokiirihiko (豊城入彦命), prednik klana Keno (毛野君)
- Princesa Tojosukiirihime ali Tojo-suki-iri-bime (豊鍬入姫命), prvi Sajo

Ovari no Ooamahime (尾張大海媛)
- Princ Oo'iriki (大入杵命), prednik Noto no kuni no Mijacuko (能登国造)
- Princ Jasaka'irihiko (八坂入彦命)
- Princesa Nunakiirihime ali Nunaki-iri-bime (渟名城入媛命)
- Princesa Toočiniirihime (十市瓊入媛命)